# Stanley Theater (Jersey City)

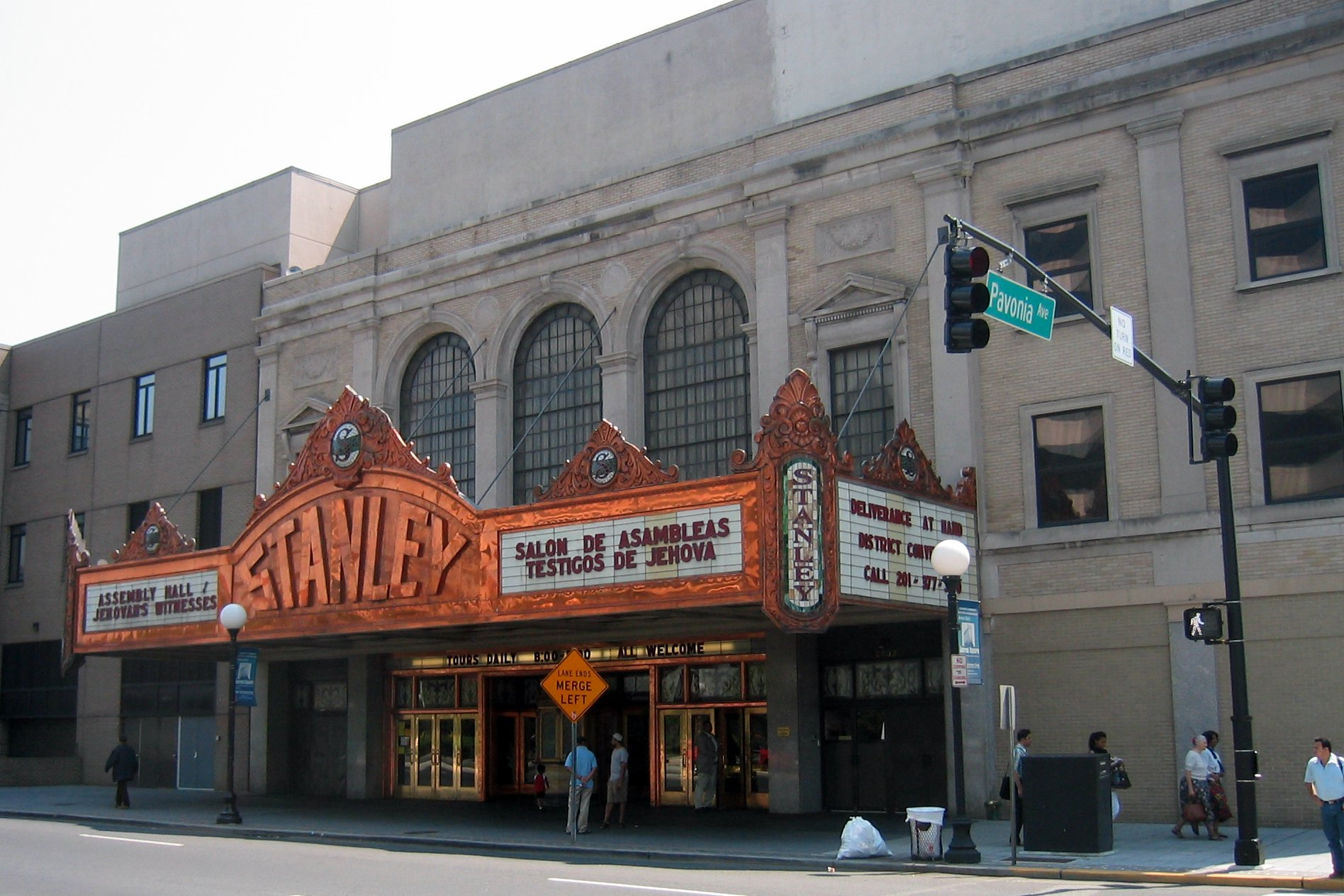
Stanley Theater, Jersey City

Das am 24. März 1928 eröffnete Stanley Theater am Journal Square in Jersey City war eines der größten Theater der USA. Das Theater wurde von Fred Wesley Wentworth entworfen, besonders der einer Straße in Venedig nachempfundene Hauptsaal mit 4.300 Sitzen fand Anklang in der Bevölkerung. In den 1960ern wurde es als Konzertsaal genutzt, unter anderem traten hier Grateful Dead, Janis Joplin und Tony Bennett auf.
Das Stanley Theater wurde 1978 geschlossen und begann zu verfallen, ehe es 1983 für 800.000 US-Dollar von der Religionsgemeinschaft der Zeugen Jehovas gekauft und restauriert wurde und seither als Kongresssaal der Zeugen Jehovas genutzt wird.